# Agroforestry Research Trust
L'Agroforestry Research Trust est une association à but non lucratif britannique qui mène des recherches sur l'agroforesterie en climat tempéré et sur tous les aspects de la culture et de l'utilisation des plantes, en mettant l'accent sur les arbres, les arbustes et les cultures vivaces. Elle produit plusieurs publications et un journal trimestriel, et vend des plantes et des semences provenant de son jardin-forêt.
L'Agroforestry Research Trust est gérée par Martin Crawford et dispose d'un terrain d'une superficie de 2 acres (8 100 m2) situé près du Schumacher College à Dartington, dans le Devon, au Royaume-Uni. L'association fait un usage intensif des plantes couvre-sol pour limiter la croissance des mauvaises herbes,.

## Voir également
- Jardins-forêts